# 伊雷娜·希德沃夫斯卡
伊雷娜·希德沃夫斯卡（波蘭語：Irena Szydłowska，1928年1月28日—1983年8月14日），波兰女子射箭运动员。她曾代表波兰参加1972年和1976年夏季奥林匹克运动会射箭比赛，其中1972年奥运会获得一枚银牌。